# Путінею (комуна, Джурджу)
Путінею (рум. Putineiu) — комуна у повіті Джурджу в Румунії. До складу комуни входять такі села (дані про населення за 2002 рік):
- Вієру (908 осіб)
- Путінею (1482 особи)
- Ходівоая (510 осіб)

Комуна розташована на відстані 65 км на південний захід від Бухареста, 18 км на захід від Джурджу.

## Населення
За даними перепису населення 2002 року у комуні проживали 2900 осіб.
Національний склад населення комуни:
| Національність | Кількість осіб | Відсоток |
| -------------- | -------------- | -------- |
| румуни         | 2885           | 99,5%    |
| цигани         | 13             | 0,4%     |
| угорці         | 1              | < 0,1%   |

Рідною мовою назвали:
| Мова      | Кількість осіб | Відсоток |
| --------- | -------------- | -------- |
| румунська | 2897           | 99,9%    |
| циганська | 2              | 0,1%     |

Склад населення комуни за віросповіданням:
| Релігія       | Кількість осіб | Відсоток |
| ------------- | -------------- | -------- |
| православні   | 2885           | 99,5%    |
| римо-католики | 5              | 0,2%     |
| адвентисти    | 4              | 0,1%     |
| лютерани      | 2              | 0,1%     |
| реформати     | 1              | < 0,1%   |
| бретрени      | 1              | < 0,1%   |

## Зовнішні посилання
- Дані про комуну Путінею на сайті Ghidul Primăriilor [Архівовано 2 квітня 2009 у Wayback Machine.]